# Laura Cantrell

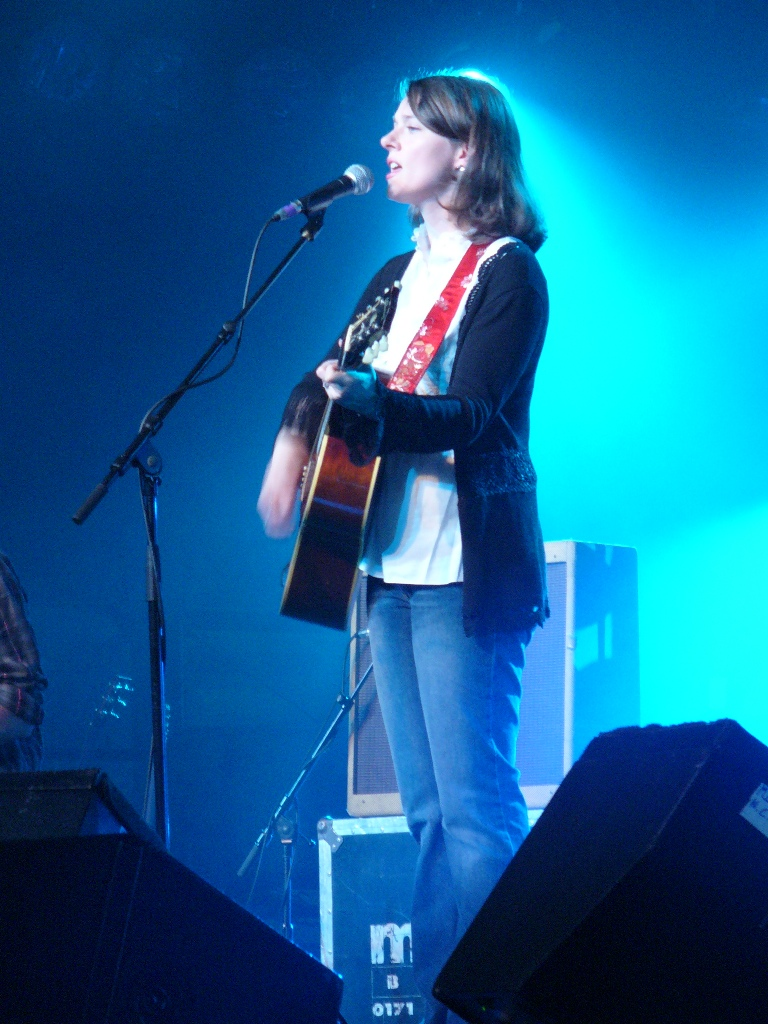
Laura Cantrell am 30. Juli 2005 auf dem Cambridge Folk Festival

Laura Cantrell (* um 1967 in Nashville, Tennessee, USA) ist eine US-amerikanische Country-Sängerin und Radio-DJ mit ihrer eigenen Sendung (Radio Thrift Shop) auf WFMU. Sie ist verheiratet mit Jeremy Tepper (Frontmann der Band The World Famous Blue Jays), mit dem sie eine Tochter hat.

## Leben
Mitte der 1980er zog Cantrell nach New York City, um dort Rechtswissenschaften an der Columbia University zu studieren. Zu dieser Zeit hatte sie allerdings schon ein ausgeprägtes Interesse an Musik und im Sommer vor ihrer Abreise als Besucherführerin in der Country Music Hall of Fame gearbeitet.
An der Universität arbeitete sie dann am Campusradio WKCR und begann gleichzeitig, in der örtlichen Clubszene als Sängerin aufzutreten und auch als Backup-Sängerin auf einigen Platten mitzuwirken (u. a. auf dem Album Apollo 18 der Band They Might Be Giants). Nach ihrem Abschluss an der Columbia arbeitete sie zunächst als Freiwillige beim Radiosender WFMU, wo sie ab 1993 ihre eigene, wöchentliche Sendung, The Radio Thrift Shop, erhielt. Von dieser sendete die BBC mehrere Sondersendungen im Sommer 2005 auf Radio Scotland. Als DJ war sie bisher auch auf anderen Sendern, wie z. B. NPR, zu hören.
1996 veröffentlichte sie ihren ersten Solo-Tonträger auf dem nur per Abonnement vertriebenen Label „Hello CD of the Month Club“ der Band They Might Be Giants.
Zu dieser Zeit finanzierte sie sich durch ihre Arbeit in den New Yorker Büros der Bank of America, wo sie bis 2003 in der Position der Vize-Präsidentin und Business Manager des Securities Equity Research Department angestellt war.
Ihr erstes Album, Not the Tremblin' Kind, wurde 1999 aufgenommen und vom kleinen, schottischen Label Spit & Polish Records veröffentlicht. Es erhielt überwiegend positive Kritiken. John Peel nannte das Album “my favorite record from the last ten years, and possibly my life” („meine Lieblingsplatte der letzten zehn Jahre, und vielleicht meines Lebens“). Mit Peel nahm sie auch fünf Peel Sessions auf.
Im Jahr 2000 wurde das Album in den Vereinigten Staaten vom Label ihres Ehemanns, Diesel Only Records, veröffentlicht und brachte wiederum größtenteils begeisterte Kritiken und einen starken Popularitätsschub für Cantrell als Künstlerin. Das Magazin Rolling Stone nannte das Album „an austere beauty“ („eine ernste Schönheit“).
Zur Promotion ihres zweiten Albums, When the Roses Bloom Again, tourte sie im Jahr 2002 durch die Staaten und in Europa, wobei sie im Vorprogramm von Elvis Costello auftrat, der sie persönlich dafür ausgewählt hatte. Ihr drittes Album, Humming by the Flowered Vine, erschien im Jahr 2005 auf dem Label Matador Records.

## Diskografie

### Alben
- 2000: Not the Tremblin’ Kind
- 2002: When the Roses Bloom Again
- 2005: Humming By The Flowered Vine
- 2011: Kitty Wells Dresses: Songs Of The Queen Of Country Music
- 2013: No Way There from Here
- 2016: At The BBC

### Singles und EPs
- 1996: Laura Cantrell, EP (2004 als The Hello Recordings wiederveröffentlicht)
- 2002: All The Same To You
- 2006: Humming Songs: Acoustic Performances from the Flowered Vine, EP
- 2008: Trains and Boats and Planes, EP
- 2011: Kitty Wells Dresses
- 2013: Can't Wait